# GVAV in het seizoen 1958/59
Het seizoen 1958/1959 was het vijfde jaar in het bestaan van de Groningse betaaldvoetbalclub GVAV. De club kwam uit in de Nederlandse Eerste divisie B en eindigde daarin op de derde plaats. Tevens deed de club mee aan het toernooi om de KNVB beker, hierin werd de club in de derde ronde uitgeschakeld door Zwartemeer (0–1).

## Wedstrijdstatistieken

### Eerste divisie B
|       | Excelsior | Helmondia '55 | Heracles | Hermes DVS | HVC   | KFC   | RBC   | RCH   | Rigtersbleek | Roda Sport | Sittardia | Stormvogels | Vitesse | De Volewijckers |
| ----- | --------- | ------------- | -------- | ---------- | ----- | ----- | ----- | ----- | ------------ | ---------- | --------- | ----------- | ------- | --------------- |
| Thuis | 3 – 1     | 2 – 1         | 4 – 3    | 0 – 3      | 1 – 2 | 3 – 3 | 3 – 0 | 2 – 0 | 2 – 0        | 2 – 0      | 1 – 0     | 2 – 3       | 3 – 0   | 2 – 2           |
| Uit   | 0 – 0     | 2 – 1         | 0 – 2    | 4 – 2      | 2 – 3 | 1 – 1 | 0 – 4 | 1 – 1 | 0 – 1        | 0 – 3      | 2 – 0     | 0 – 2       | 2 – 3   | 0 – 2           |

### KNVB beker
| 1e ronde                                           | GVAV | 9 – 0 (3 – 0) | Muntendam       |
| 8 april 1959 Plaats: Groningen Oosterpark          | Johnny de Grooth Helmut Fottner Sepp Seemann –', –', –' Henk Meuken –', –' (pen.) Bé Kuiper Siep Benninga |               |                 |
| 2e ronde                                           | Neptunia                                                                                                  | 0 – 1 (0 – 1) | GVAV            |
| 30 april 1959 Plaats: Delfzijl Sportpark Uitwierde | |               | 35' Piet de Koe |
| 3e ronde                                           | Zwartemeer                                                                                                | 1 – 0 (0 – 0) | GVAV            |
| 10 mei 1959 Plaats: Klazienaveen Mr. Ovingstraat   | Hans Kalter 85'                                                                                           |               |                 |

## Statistieken GVAV 1958/1959

### Eindstand GVAV in de Nederlandse Eerste divisie B 1958 / 1959
| Stand | Gespeeld | Gewonnen | Gelijk | Verloren | Punten | Doelpunten voor | Doelpunten tegen |
| ----- | -------- | -------- | ------ | -------- | ------ | --------------- | ---------------- |
| 3e    | 28       | 17       | 5      | 6        | 39     | 55              | 32               |

### Topscorers
| #                 | Naam             | Goal |
| ----------------- | ---------------- | ---- |
| 1.                | Sepp Seemann     | 14   |
| 2.                | Rikkert La Crois | 13   |
| 3.                | Helmut Fottner   | 8    |
| 4.                | Piet Fransen     | 4    |
| 4.                | Johnny de Grooth | 4    |
| 4.                | Bé Kuiper        | 4    |
| 7.                | Piet de Koe      | 3    |
| 8.                | Henk Klunder     | 2    |
| 9.                | Henk Meuken      | 1    |
| 9.                | Heiko Wolda      | 1    |
| Onbekend doelpunt |                  |      |
| –                 | Onbekend         | 1    |
| Totaal            | Totaal           | 55   |

| #      | Naam             | Goal |
| ------ | ---------------- | ---- |
| 1.     | Sepp Seemann     | 3    |
| 2.     | Henk Meuken      | 2    |
| 3.     | Siep Benninga    | 1    |
| 3.     | Helmut Fottner   | 1    |
| 3.     | Johnny de Grooth | 1    |
| 3.     | Piet de Koe      | 1    |
| 3.     | Bé Kuiper        | 1    |
| Totaal | Totaal           | 10   |